# Dialectes de la région de Voh-Koné
Par le générique dialectes de la région de Voh-Koné, on entend un ensemble de langues kanak comprenant six entités ; à savoir : 
- le bwatoo (parlé sur l'îlot de Koniene, à Népoui, Baco, Oundjo et Gatope)
- le haeke (à Koné et Baco)
- haveke (à Oundjo, Gatope et Tiéta)
- hmwaveke (Tiéta, Haute Tipindjé)
- vamale (Teganpaïk, Tiouandé et Oué Hava).

Ces langues, qui comprenaient aussi le waamwang (commune de Voh), aujourd'hui éteint, sont classées dans la branche malayo-polynésienne centrale-orientale des langues austronésiennes.

## Le waamwang
En 1930, Maurice Leenhardt estime le nombre de locuteurs à sept (7). La langue aurait disparu, selon la version 1983 de l'Atlas de la Nouvelle-Calédonie. Vers 1980, le Japonais Adada enregistre un des derniers locuteurs, moins qualifié. Jeanne Xhouty, de la tribu de Tiéta, est en 2016 l'unique locutrice(article consulté le 5 novembre 2016).